# Kanton Offemont
Kanton Offemont (fr. Canton d'Offemont) je francouzský kanton v departementu Territoire de Belfort v regionu Franche-Comté. Skládá se ze čtyř obcí.

## Obce kantonu
- Éloie (E)
- Offemont (O)
- Roppe (R)
- Vétrigne (V)